# Emilio Arévalo Cedeño
Emilio Arévalo Cedeño (Valle de La Pascua, estado Guárico, Venezuela, 4 de diciembre de 1882-Valle de La Pascua, 19 de mayo de 1965) fue un célebre jefe guerrillero venezolano y destacado opositor del régimen de Juan Vicente Gómez.

## Biografía
Sus padres fueron Pedro Arévalo Oropeza y Dionisia Cedeño.
Durante su juventud estudió y ejerció la profesión de telegrafista entre 1900 y 1913, como jefe de la estación en Libertad de Orituco; luego en Altagracia de Orituco, con el mismo cargo y como operador en Ciudad Bolívar, Soledad y Cantaura y por último, como jefe de la estación telegráfica de Caicara de Maturín.

### Guerrilla
El 19 de mayo de 1914, a la cabeza de 40 hombres, lidera su primer alzamiento en contra de la dictadura de Gómez. En esta fecha Arévalo Cedeño lanzó en Cazorla el famoso grito «¡Viva la Libertad! ¡Muera el Tirano Gómez!».
Después de esto sufre diversas derrotas en varios combates tras lo cual escapó a Trinidad y de allí a Colombia desde donde organizó y llevó a cabo siete invasiones sobre el territorio venezolano por el Arauca, entre 1915 y 1933. 

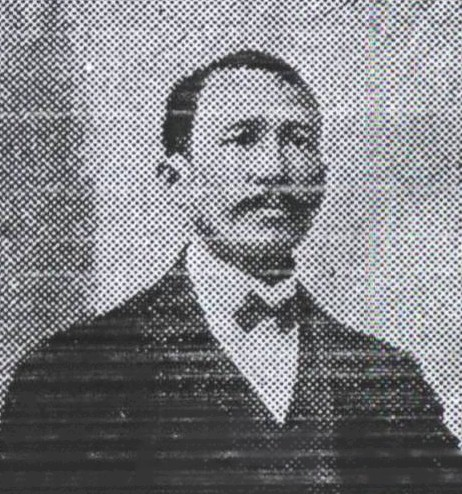
Tomás Funes.

En 1921, en su tercera invasión al mando de sólo 123 hombres, tomó San Fernando de Atabapo, capital del territorio federal Amazonas, donde gobernaba el temido criminal Tomás Funes, a quien apresó y sometió a un Consejo de Guerra, que lo condenó a muerte, encargándose de ordenar su ejecución en presencia de todos los habitantes del poblado el 30 de enero de 1921. 
Según José Sant Roz, en su artículo Conozca quién fue el gran General Emilio Arévalo Cedeño, su acción más destacable fue la derrota y captura de Tomás Funes, quien fungía de jefe del Territorio Federal Amazonas, y junto con Vincencio Pérez Soto y Eustoquio Gómez eran los tres más formidables pilares militares de Juan Vicente Gómez.
Durante la dictadura de Juan Vicente Gómez, el desafío de Arévalo Cedeño fue un acontecimiento único: derrotó en varias oportunidades a las fuerzas gomecistas en contiendas como la de Santa María de Ipire donde acabó una fuerza diez veces superior a la suya, comandada por el General Manuel Sarmiento, presidente del Estado Guárico y quien a la sazón se encontraba en Valle de La Pascua. Luego habría también de triunfar en Guasdualito (y a 190 kilómetros de Maracay, donde don Bisonte estaba bastante preocupado). A las fuerzas de Gómez las había vencido en Río Negro, Cenizas, Guasdualito, Campo Alegre, Bruzual, Cuchivero, Lezama, Turén, Acarigua y Araure.
En 1926, Arévalo Cedeño participó, junto con Carlos León, Gustavo Machado y Salvador de la Plaza, en la fundación en México del Partido Revolucionario Venezolano (PRV) del que se retiró al poco tiempo al darse cuenta de su inclinaciones marxistas lo que le valió serias críticas, así como el apodo de «Caricatura de Centauro» por parte de Rómulo Betancourt.

### Política
Después de la muerte de Juan Vicente Gómez, retornó en 1936 a Venezuela donde publicó El libro de mis luchas en el que narraba su vida como guerrillero contra el gomecismo. En ese mismo año, fue elegido diputado al Congreso Nacional por el estado Guárico proponiendo el retiro de Venezuela de la Sociedad de las Naciones, lo que provocó un intenso debate en el seno del cuerpo deliberativo.
En 1937, el presidente Eleazar López Contreras lo nombró presidente del estado Guárico, entidad en la que realizó una política a favor de los agricultores mediante la instalación de molinos de viento para sacar agua y la apertura de vías de comunicación para facilitar el transporte de la producción agrícola y pecuaria de la región.